# Ploettnera
Ploettnera is een geslacht van schimmels uit de familie Calloriaceae. De typesoort is Ploettnera caeruleoviridis.

## Soorten
Volgens Index Fungorum telt het geslacht zes soorten (peildatum februari 2022):
| Soortnaam                                        | Auteur(s)                       | Publicatiejaar |
| ------------------------------------------------ | ------------------------------- | -------------- |
| Ploettnera belladonnae                           | (Rehm) B. Hein                  | 1976           |
| Ploettnera caeruleoviridis                       | (Rehm) Henn.                    | 1900           |
| Ploettnera conglomerata                          | (P. Crouan & H. Crouan) Verkley | 1999           |
| Ploettnera exigua                                | (Niessl) Höhn.                  | 1918           |
| Ploettnera hyperici                              | (Vestergr.) B. Hein             | 1976           |
| Ploettnera solidaginis (Guldenroedebladschijfje) | (Ces.) B. Hein                  | 1976           |